# Louis Foster
Louis Foster (Odiham, Reino Unido; 27 de julio de 2003) es un piloto de automovilismo británico. Fue tercero en los campeonatos de F4 Británica en 2019 y GB3 en 2020, subcampeón de Eurofórmula Open en 2021, y campeón de las series de Indy Pro 2000 en 2022 e Indy NXT con Andretti Global en 2024. En 2025 compite en la IndyCar Series con Rahal Letterman Lanigan Racing.

## Carrera

### Fórmula 4
Después de su exitosa etapa en Ginetta Junior, Foster pasó a los monoplazas cuando se unió a Double R Racing para el Campeonato de F4 Británica de 2019 certificado por la FIA, impulsado por la temporada Ford EcoBoost. En febrero de 2019, Foster recibió el patrocinio del concesionario mundial de autos usados Copart.
Foster tomó el ritmo de inmediato y obtuvo la victoria en solo la segunda carrera de la temporada. Siguió con un fin de semana sublime en Donington, ganó dos carreras y anotó un tercer puesto en la otra para darle una ventaja de 17 puntos en la tabla del campeonato.
Durante el resto de la temporada, Foster acumuló otras tres victorias y nueve podios, dominando en Silverstone, para terminar el año tercero en el campeonato, permaneciendo en la búsqueda del título hasta el fin de semana de final de temporada en Brands Hatch.

### Indy Pro 2000
A principios de 2021, Foster corrió en una prueba privada con Jay Howard Driver Development y luego corrió en la Chris Griffis Memorial Test con Exclusive Autosport, estableciendo el tiempo más rápido de la prueba. Para la temporada 2022, Foster firmó para conducir para Exclusive Autosport durante la temporada completa. Siguió una temporada dominante, ya que el británico ganó siete carreras y se llevó el título en la ronda final en Portland.

### Fórmula Regional
Durante su pretemporada de 2023, Foster se unió al Campeonato de Fórmula Regional de Oceanía de 2023 con Giles Motorsport para las tres rondas finales.

### Indy NXT
Después de su victoria en el Indy Pro 2000, se anunció que Foster firmaría con Andretti Autosport para competir en la Indy NXT de 2023.

## Resumen de carrera
| Temporada | Categoría                                 | Equipo                         | Carreras     | Victorias    | Poles        | VR           | Podios       | Puntos       | Pos.         |
| --------- | ----------------------------------------- | ------------------------------ | ------------ | ------------ | ------------ | ------------ | ------------ | ------------ | ------------ |
| 2017      | Campeonato de Ginetta Junior              | Elite Motorsport               | 9            | 0            | 0            | 0            | 0            | 75           | 19.º         |
| 2017      | Campeonato Invernal de Ginetta Junior     | Elite Motorsport               | 4            | 0            | 0            | 0            | 0            | 76           | 6.º          |
| 2018      | Campeonato de Ginetta Junior              | Elite Motorsport               | 26           | 9            | 4            | 2            | 19           | 671          | 2.º          |
| 2019      | Campeonato de F4 Británica                | Double R Racing                | 30           | 6            | 5            | 9            | 13           | 353          | 3.º          |
| 2019-20   | MRF Challenge                             | MRF Racing                     | 6            | 1            | 0            | 2            | 2            | 79           | 10.º         |
| 2020      | Campeonato GB3                            | Double R Racing                | 24           | 3            | 4            | 1            | 6            | 396          | 3.º          |
| 2020      | Eurofórmula Open                          | Double R Racing                | 7            | 1            | 0            | 0            | 2            | 57           | 12.º         |
| 2021      | Eurofórmula Open                          | CryptoTower Racing             | 24           | 3            | 2            | 4            | 13           | 315          | 2.º          |
| 2022      | Indy Pro 2000                             | Exclusive Autosport            | 18           | 7            | 5            | 10           | 12           | 451          | 1.º          |
| 2023      | Campeonato de Fórmula Regional de Oceanía | Giles Motorsport               | 9            | 1            | 0            | 4            | 4            | 147          | 12.º         |
| 2023      | Indy NXT                                  | Andretti Autosport             | 14           | 2            | 4            | 1            | 6            | 410          | 4.º          |
| 2024      | Indy NXT                                  | Andretti Global                | 14           | 8            | 7            | 7            | 12           | 639          | 1.º          |
| 2025      | IndyCar Series                            | Rahal Letterman Lanigan Racing | Disputándose | Disputándose | Disputándose | Disputándose | Disputándose | Disputándose | Disputándose |
| Fuente:   |                                           |                                |              |              |              |              |              |              |              |

## Resultados

### Eurofórmula Open
| Año  | Escudería       | 1   | 1   | 2   | 2   | 3   | 3   | 4   | 4   | 4   | 5   | 5   | 6   | 6   | 6   | 7   | 7   | 7   | 7   | Pos. | Puntos |
| ---- | --------------- | --- | --- | --- | --- | --- | --- | --- | --- | --- | --- | --- | --- | --- | --- | --- | --- | --- | --- | ---- | ------ |
| 2020 | Double R Racing | BUD | BUD | LEC | LEC | SPI | SPI | MNZ | MNZ | MNZ | MUG | MUG | SPA | SPA | SPA | BAR | BAR | BAR | BAR | 12.º | 57     |
| 2020 | Double R Racing |     |     |     |     |     |     |     |     |     |     |     | 7   | 1   | Ret | 8   | 8   | 2   | Ret | 12.º | 57     |

| Año  | Escudería          | 1   | 1   | 1   | 2   | 2   | 2   | 3   | 3   | 3   | 4   | 4   | 4   | 5   | 5   | 5   | 6   | 6   | 6   | 7   | 7   | 7   | 8   | 8   | 8   | Pos. | Puntos |
| ---- | ------------------ | --- | --- | --- | --- | --- | --- | --- | --- | --- | --- | --- | --- | --- | --- | --- | --- | --- | --- | --- | --- | --- | --- | --- | --- | ---- | ------ |
| 2021 | CryptoTower Racing | POR | POR | POR | LEC | LEC | LEC | SPA | SPA | SPA | BUD | BUD | BUD | IMO | IMO | IMO | SPI | SPI | SPI | MNZ | MNZ | MNZ | BAR | BAR | BAR | 2.º  | 315    |
| 2021 | CryptoTower Racing | 2   | NC  | 2   | 3   | 2   | 5   | 1   | 1   | 1   | 7   | 4   | 6   | 2   | 5   | 4   | 2   | 3   | 3   | Ret | 14  | Ret | 5   | 2   | 3   | 2.º  | 315    |

### IndyCar Series
(Clave) (negrita indica pole position) (cursiva indica vuelta rápida)

| Año     | Escudería                      | Motor | 1      | 2      | 3      | 4      | 5      | 6       | 7      | 8      | 9      | 10     | 11     | 12     | 13     | 14     | 15     | 16  | 17  | Pos. | Puntos |
| ------- | ------------------------------ | ----- | ------ | ------ | ------ | ------ | ------ | ------- | ------ | ------ | ------ | ------ | ------ | ------ | ------ | ------ | ------ | --- | --- | ---- | ------ |
| 2025*   | Rahal Letterman Lanigan Racing | Honda | STP 27 | THE 24 | LBH 16 | ALA 26 | IGP 11 | INDY 12 | DET 22 | GAT 26 | ROA 11 | MDO 14 | IOW 14 | IOW 14 | TOR 21 | LAG 17 | POR 13 | MIL | NSH | 23.º | 189    |
| Fuente: |                                |       |        |        |        |        |        |         |        |        |        |        |        |        |        |        |        |     |     |      |        |

- * Temporada en progreso.

## Vida personal
Foster es hijo del expiloto del Campeonato Británico de Turismos, Nick Foster. Asistió al Lord Wandsworth College en Hook, Hampshire. Foster también es un gran jugador de hockey y rugby.